# Max Hayek
Max Hayek (* 24. Dezember 1882 in Birnbaum; † Mai 1944 im KZ Auschwitz-Birkenau) war ein deutscher Schriftsteller, Journalist, Herausgeber und Übersetzer. Er wurde Opfer des NS-Regimes.

## Leben
Max Hayek wurde 1882 in Birnbaum bei Lundenburg als Kind von Leopold und Ernestine Hayek geboren. Er studierte in Wien und war später als Korrespondent für englische und französische Zeitungen tätig. Von 1918 bis 1923 war er mit der Malerin und Grafikerin Sascha Kronburg verheiratet. Während des Zweiten Weltkrieges war er in der Kaserne Dossin in Belgien inhaftiert und wurde laut einer Deportationsliste am 19. Mai 1944 mit dem Transport XXV von Malines nach Auschwitz-Birkenau deportiert.

## Werk

### Schriften
- Kampf und Verheißung, 1916
- Der Schriftdeuter Rafael Schermann, 1921
- Christina und ihr Diamant. Eine Parabel, 1923
- Das Geheimnis der Schrift. Eine Studie über den Graphologen Rafael Schermann, 1923
- Ein Mensch, der dich liebt. Betrachtungen – Parabeln – Gedichte, 1930
- Reisen wir nach Utopia. Betrachtungen, Parabeln, Gedichte [1930], hrsg. von Martin A. Völker, Berlin: Anthea Verlag, 2019.

### Übersetzungen
- Walt Whitman: Ich singe das Leben, 1919
- Prentice Mulford: Die Möglichkeit des Unmöglichen, 1919
- Walt Whitman: Gesang von mir selbst, 1920
- William E. Barton: Die Parabeln des weisen Safed, 1922
- Prentice Mulford: Der unendliche Geist des Guten, 1922
- Charles Erskine Scott Wood: Der Dichter in der Wüste, 1927

### Herausgaben
- Die verwandelte Erde. Ein Buch der Verheißung, 1927